# Cabinet Bülow
Le cabinet Bülow, du nom du chancelier allemand Bernhard von Bülow, est en fonction du 17 octobre 1900 au 10 juillet 1909.

## Composition du cabinet
- Bernhard von Bülow - chancelier du Reich et Ministre des Affaires étrangères
- Johannes von Miquel - Vice-président jusqu'au 5 mai 1901
- Arthur von Posadowsky-Wehner - Vice-président jusqu'au 24 juin 1907
- Theobald von Bethmann Hollweg - Vice-président jusqu'au 14 juillet 1909
- Georg von Rheinbaben - Ministre de l'Intérieur jusqu'au 6 mai 1901
- Ernst von Hammerstein-Loxten - Ministre de l'Intérieur jusqu'au 20 mars 1905
- Theobald von Bethmann Hollweg - Ministre de l'Intérieur jusqu'au 24 juin 1907
- Friedrich von Moltke - Ministre de l'Intérieur jusqu'au 18 juin 1910
- Karl Heinrich Schönstedt - Ministre de la Justice jusqu'au 21 novembre 1905
- Max von Beseler - Ministre de la Justice jusqu'au 5 août 1917
- Johannes von Miquel - Ministre des Finances jusqu'au 5 mai 1901
- Georg von Rheinbaben - Ministre des Finances jusqu'au 28 juin 1910
- Heinrich von Goßler - Ministre de la Guerre jusqu'au 15 août 1903
- Karl von Einem - Ministre de la Guerre jusqu'au 11 août 1909
- Heinrich Konrad von Studt - Ministre de l'Éducation jusqu'au 24 juin 1907
- Ludwig Holle - Ministre de l'Éducation jusqu'au 14 juillet 1909
- Ludwig Brefeld - Ministre du commerce jusqu'au 6 mai 1901
- Theodor von Möller - Ministre du commerce jusqu'au 19 octobre 1905
- Clemens von Delbrück - Ministre du commerce jusqu'au 14 juillet 1909
- Ernst von Hammerstein-Loxten - Ministre de l'Agriculture jusqu'au 5 mai 1901
- Victor von Podbielski - Ministre de l'Agriculture jusqu'au 11 novembre 1906
- Bernd von Arnim-Kriewen - Ministre de l'Agriculture jusqu'au 18 juin 1910
- Karl von Thielen - Ministre des travaux publics jusqu'au 23 juin 1902
- Hermann von Budde - Ministre des travaux publics jusqu'au 28 avril 1906
- Paul von Breitenbach - Ministre des travaux publics jusqu'au 9 novembre 1918
- Wilhelm von Wedel-Piesdorf - Ministre de la maison royale jusqu'au 14 septembre 1907
- Botho zu Eulenburg - Ministre de la maison royale jusqu'au 9 novembre 1918

## Annexe